# Arhynchobatis asperrimus
Arhynchobatis asperrimus is een vissoort uit de familie van de Arhynchobatidae. De wetenschappelijke naam van de soort is voor het eerst geldig gepubliceerd in 1909 door Waite.